# マジカル・シンデレラ
「マジカル・シンデレラ」は、1986年2月12日にワーナー・パイオニアから発売された中村繁之の4枚目のシングルである。

## 概要
レコード作品最後の作品となった。
2022年3月時点、未CD化。

## 収録曲
1. マジカル・シンデレラ
作詞：山本英美／作曲：和泉一弥／編曲：馬飼野康二
2. KA-KE-O-CHIしようか
作詞：山本英美／作曲：都志見隆／編曲：船山基紀